# Мургаш
Вижте пояснителната страница за други значения на Мургаш.
Мургаш е планина в Западна Стара планина, Софийска област, между Ботевградската и Софийската котловина.

## Географско положение, граници, големина
Планината Мургаш е дял от Западна Стара планина, в Мургашкия планински дял. На север полегатите ѝ склонове достигат до Ботевградската, а на юг стръмно се спускат към Софийската, Саранската и Камарската котловини. На северозапад, чрез седловината Снегьова бара (1030 м) се свързва с Голема планина, а на запад горната долина на река Елешница и седловина висока 1091 м я отделят и съответно свързват със Софийска планина. На изток долината на река Бебреш (ляв приток на Малки Искър) я отделя от планината Било, а Ботевградския проход (Арабаконак, 970 м) я свързва с Етрополска планина.
От северозапад на югоизток дължината ѝ е около 25 км, а ширината ѝ – 15 – 17 км. Билото ѝ е плоско, постепенно понижаващо се на изток, като над него стърчат отделни върхове.

### Върхове
Най-висока точка е връх Мургаш (1687 м), разположен в западната част на планината.
| Име              | Кота (m) |
| ---------------- | -------- |
| Мургаш           | 1687     |
| Камик            | 1322     |
| Рибарската чукла | 1205     |
| Пръдлева чука    | 1121     |

## Геоложки строеж
Планината е образувана върху остатъците от Свогенската антиклинала и изградена от палеозойски кристалинни скали, а южният ѝ склон и подножие – от триаски конгломерати и пясъчници, горнокредни варовици и вулканогенни скали. Южното подножие е заето от големи наносни конуси.

## Климат и води
От нея водят началото си реките Елешница (десен приток на Лесновска река) и Батулийска река с левия си приток Елешница, всички от басейна на Искър.

## Почви
По северните склонове почвите са кафяви горски и сиви горски, а по южните – канелени горски.

## Флора
Над 700 – 800 м е обрасла с хубави букови гори, а по по-ниските места преобладава горуна, примесен с габър.

## Населени места
На северното ѝ подножие е разположено село Врачеш, а по южното – Горно Камарци, Елешница, Негушево, Осоица, Потоп, Желява и Саранци. В средата на планината се намира село Чурек.

## Туризъм
- На връх Мургаш е изградена метеорологична наблюдателна станция.
- През Мургаш преминава маршрута „Ком – Емине“ – българската отсечка на европейския туристически маршрут Е-3.
- Елешнишки манастир – намира се в южното подножие на планината.
- Врачешки манастир – намира се в северното подножие на планината.

### Хижи
В Мургаш се намират следните хижи:
| Име      | Надморска Височина (m) | Действаща | Места | Ток | Вода |
| -------- | ---------------------- | --------- | ----- | --- | ---- |
| „Мургаш“ | 1490                   | Да        | 60    | Да  | Да   |

Хижа 'Мургаш' е изоставена след продажбата на „Кремиковци“. Има течаща вода, няма ток. Има помещение за нощуване при аварийни ситуации.

## Пътища
В източната част на планината пред прохода Витиня (965 м) преминават участъци от автомагистрала „Хемус“ (18 км) и от Републикански път I-1 (25,8 км) Видин – София – ГКПП „Кулата“.

## Други
На Мургаш е наречена улица в Центъра на София (Карта).

## Топографска карта
- Лист от карта K-34-48. Мащаб: 1 : 100 000.